# Zeche Am Schwaben
Die Zeche Am Schwaben ist ein ehemaliges Steinkohlenbergwerk in Dortmund-Stadtmitte-Südost. Das Bergwerk war auch unter dem Namen Zeche Schwabe bekannt. Irrtümlich wurde es zeitweise auch Zeche Kluse genannt. Die Zeche Am Schwaben gehörte in der zweiten Hälfte des 19. Jahrhunderts zu den bedeutendsten Zechen des Regierungsbezirks Arnsberg.

## Geschichte

### Die Anfänge
Im Jahr 1782 wurde das Bergwerk von den Gewerken Bürgermeister Detmar Diederich Küpfer & Konsorten übernommen. Vermutlich wurden bereits zu diesem Zeitpunkt im geringen Umfang bergmännische Tätigkeiten durchgeführt. Dennoch war das Feld zu diesem Zeitpunkt nur wenig verritzt. Ende des 18. Jahrhunderts erfolgte die Stilllegung des Bergwerks. Im Jahr 1803 wurde am Ufer der Emscher ein alter Stollen zehn Lachter weiter aufgefahren. Des Weiteren wurden auch einige alte Schächte etwas überarbeitet. Der Grund für diese Arbeiten war vermutlich die Übernahme des Grubenbesitzes. Zu diesem Zeitpunkt war das Grubenfeld Am Schwaben nur sehr wenig bergmännisch bearbeitet worden. Das Grubenfeld gehörte der Küpferschen Gewerkschaft und war zu diesem Zeitpunkt bereits 20 Jahre unberührt. Im Jahr 1832 wurde der Berechtsamsanspuch erneuert. Im Jahr 1846 wurde mit dem Abteufen des Schachtes Wilhelm begonnen. Der Schachtansatzpunkt von Schacht Wilhelm lag zwischen der Märkischen Straße und der Kapitelwiese. Heute befindet sich in diesem Bereich der Westfalenpark. Bereits bei einer Teufe von 20 Metern wurde das Karbon erreicht. In diesem Jahr wurden die ersten Tagesanlagen errichtet. Für die Wasserhaltung wurde eine Dampfmaschine installiert. Am 25. Februar des Jahres 1848 wurden die Geviertfelder Am Schwaben I und Am Schwaben II verliehen. Im selben Jahr wurde bei einer Teufe von 50 Meter die 1. Sohle angesetzt. Im Jahr 1852 wurde im Schacht Wilhelm bei einer Teufe von 100 Metern die 2. Sohle angesetzt. In diesem Jahr wurde zwei Eisensteinfelder verliehen. Im darauffolgenden Jahr wurde 40 Meter nördlich von Schacht Wilhelm ein Wetterschacht angesetzt.

### Der weitere Betrieb
Im Jahr 1854 wurde mit dem Abbau begonnen, außerdem wurde der Wetterschacht in Betrieb genommen. Im selben Jahr kam es auf dem Bergwerk zu einem Grubenbrand, Ursache hierfür war die Entzündung eines Bläsers. Der Grubenbrand konnte zügig bekämpft werden. Das Bergwerk gehörte zu diesem Zeitpunkt zum Bergamtsbezirk Bochum. Im Jahr 1855 wurde eine Wasserhaltungsdampfmaschine eingebaut. Die Maschine hatte einen Zylinder mit einem Durchmesser von 78 Zoll. Das Bergwerk gehörte zu diesem Zeitpunkt zum Märkischen Bergamtsbezirk und dort zum Geschworenenrevier Brüninghausen. In diesem Jahr gab es auf dem Bergwerk aufgrund von Flözstörungen erhebliche Schwierigkeiten. Hinzu kam eine Verschlechterung der Kohlenqualität. Im Jahr 1856 kam es auf dem Bergwerk zu Problemen mit schlagenden Wettern. Die Aus- und Vorrichtungsarbeiten wurden weiter fortgesetzt. Auch im Jahr 1857 wurden die Aus- und Vorrichtungsarbeiten zügig weiter durchgeführt. Im selben Jahr wurde Schacht Wilhelm tiefer geteuft. Zweck dieser Maßnahme war die Bildung einer zweiten Tiefbausohle. Im Jahr 1858 wurde im Schacht Wilhelm bei einer Teufe von 162 Metern die 3. Sohle angesetzt. Es wurde mit der Auffahrung der südlichen und nördlichen Querschläge begonnen. Mit dem südlichen Querschlag wurde ein Flöz durchörtert, welches eine Mächtigkeit von 28 Zoll hatte und regelmäßig ausgeprägt war. Außerdem wurde im Südfeld begonnen, einen weiteren Wetterschacht abzuteufen. Der Schacht wurde bis zur Wettersohle geteuft. Dadurch war es nun, aufgrund der verbesserten Bewetterung des südlichen Feldesteiles, möglich die Vorrichtung des Feldes bis zur südlichen Markscheide weiter fortzuführen. Auf der ersten Tiefbausohle und auf der Mittelsohle wurden die Aus- und Vorrichtungsarbeiten weiter fortgeführt. Im darauffolgenden Jahr wurde Schacht Wilhelm bis zu einer Teufe von 180 Metern weitergeteuft. In diesem Niveau wurde die Sumpfstrecke erstellt. Im selben Jahr traten auf dem Bergwerk verstärkt schlagende Wetter auf. Um dieses Problem in den Griff zu bekommen, wurde  eine besondere Aufmerksamkeit auf die Wetterführung gelegt. Hierfür wurde mit dem Abteufen eines Blindschachtes zwischen der Wettersohle und der ersten Tiefbausohle begonnen. Die Aus- und Vorrichtungsarbeiten gingen auf den oberen Sohlen ohne Probleme voran. In diesem Jahr hatte das Bergwerk zum ersten Mal zu hohe Betriebskosten, bis zu diesem Zeitpunkt lag das Bergwerk in Ausbeute. Danach mussten die Gewerken des Bergwerkes ständig Zubuße zahlen.

### Die letzten Jahre bis zur Stilllegung
Im Jahr 1860 wurden die Gewinnungsarbeiten und die Auffahrung der Querschläge auf den Bausohlen weiter fortgeführt. Außerdem wurden in diesem Jahr der, wegen schlagender Wetter im Jahr zuvor außer Betrieb genommene, nördliche Querschlag der ersten Bausohle und der, wegen starker Wasserzuflüsse gestundete, nördliche Querschlag der zweiten Bausohle wieder in Betrieb genommen. Über Tage wurde an einer Anschlussbahn für zur Pferdeförderung durch das Emschertal zur Dortmund-Soester Eisenbahn gearbeitet. Im Jahr darauf ging der Betrieb auf dem Bergwerk unverändert weiter. In einer Teufe von 180 Lachter wurde mit der nördlichen Auffahrung auf der Wettersohle ein Sattel aufgeschlossen. Der Nordflügel dieses Sattels fiel mit 22 Gon, der Südflügel fiel mit 11 Gon ein. Der Kohlenabsatz konnte, bedingt durch die Fertigstellung der Anschlussbahn zur Dortmund-Soester Eisenbahnstrecke, verbessert werden. Im Jahr 1862 wurden sowohl der nördliche Querschlag auf der zweiten Tiefbausohle, als auch der nördliche Querschlag auf der ersten Bausohle weiter aufgefahren. Der nördliche Querschlag auf der ersten Bausohle erreichte eine Länge von 383 Lachter und der nördliche Querschlag auf der zweiten Tiefbausohle erreichte eine Länge von 105 3/8 Lachter. Die Auffahrung beider Querschläge wurde forciert, um das nördliche Grubenfeld bis zur Markscheide der Zeche Neu-Düsseldorf schnellstmöglich aufzuschließen. Die Bergwerksbetreiber erhofften sich hiervon einen Zugang zu den guten Kohlen der Kroner Flözpartie. Im darauffolgenden Jahr hatte der nördliche Querschlag auf der ersten Sohle eine Auffahrungslänge von 468½ Lachter erreicht. Auf der zweiten Sohle wurde der nördliche Querschlag bis auf eine Länge von 159¾ Lachter aufgefahren. Der Wetterquerschlag erreichte eine Auffahrungslänge von 335 1/3 Lachter. Das Bergwerk gehörte zu dieser Zeit zum Bergrevier Hörde. Im Jahr 1865 wurde eine Zwillingsfördermaschine in Betrieb genommen. Die Maschine hatte eine Leistung von 180 PS und ermöglichte eine deutliche Verbesserung der Schachtförderung. Im Jahr 1869 konnte man, trotz großem Aufwand wie z. B. das Erstellen eines Blindschachtes oder eines Bohrloch zur Erkundung zur Erkundung der Lagerstätte, keine guten Lagerstättenverhältnisse antreffen. Noch im selben Jahr wurde der Betrieb der Zeche Am Schwaben eingestellt. Die Berechtsame wurde kurz danach durch die Gewerkschaft Hohenzollern erworben und später wurde die Zeche auch umbenannt in Zeche Hohenzollern. Im Jahr 1872 war die Zeche noch einmal in Betrieb. Im Jahr 1873 wurde das Bergwerk dann endgültig stillgelegt. Grund für die Maßnahme waren hohe Ausgasungen und schlechte Aufschlüsse. Im Jahr 1875 versuchte man, die Zeche zu versteigern, allerdings blieb diese Versteigerung erfolglos. Aus diesem Grund wurden noch im selben Jahr die Tagesanlagen abgerissen und die Schächte verfüllt. Im Jahr 1898 wurde die Berechtsame der Gewerkschaft Vorwärts, die zu diesem Zeitpunkt Besitzer der Zeche Friedrich Wilhelm war, zugeschlagen. Im Jahr 1905 ging die Berechtsame an die Zeche Freie Vogel & Unverhofft.

## Förderung und Belegschaft
Die ersten bekannten Förder- und Belegschaftszahlen des Bergwerks stammen von 1855, damals waren 124 Bergleute auf dem Bergwerk beschäftigt, die eine Förderung von 61.584 ½ preußische Tonnen erbrachten. Im Jahr 1858 wurde von 259 Bergleuten eine Förderung von 183.000 preußische Tonnen Steinkohle erbracht. Im Jahr 1860 sank die Förderung auf unter 150.000 preußische Tonnen Steinkohle. Im Jahr 1862 wurde von 339 Bergleuten eine Förderung von 152.168 preußische Tonnen Steinkohle erbracht. Im Jahr 1865 stieg die Förderung an auf 223.135 preußische Tonnen, diese Förderung wurde von 313 Bergleuten erbracht. Die maximale Förderung des Bergwerks wurde im Jahr 1868 erbracht, es wurden 101.836 Tonnen Steinkohle gefördert. Die letzten bekannten Förderzahlen des Bergwerks stammen von 1869, damals wurden 700.000 Scheffel Steinkohle gefördert.